# Vikas Gowda
Vikas Shive Gowda (ur. 5 lipca 1983 w Mysuru) – hinduski lekkoatleta specjalizujący się w rzucie dyskiem.
Międzynarodową karierę zaczynał w 2002 roku od zajęcia dwunastego miejsca na mistrzostwach świata juniorów. Nie awansował do finału podczas igrzysk olimpijskich w Atenach (2004) oraz mistrzostw świata w Helsinkach (2005). Zdobył wicemistrzostwo Azji w 2005 roku, a w 2006 był szósty na igrzyskach azjatyckich i igrzyskach Wspólnoty Narodów. Bez sukcesów startował w kolejnych mistrzostwach globu (Osaka 2007) oraz igrzyskach olimpijskich (Pekin 2008). W 2010 roku wywalczył srebrny medal igrzysk Wspólnoty Narodów.  Startował w mistrzostwach świata w Daegu (2011) i był wicemistrzem Azji (2011). Olimpijczyk z 2012 z Londynu. W 2013 zdobył złoty medal mistrzostw Azji oraz zajął 7. miejsce na mistrzostwach świata w Moskwie. Złoty medalista igrzysk Wspólnoty Narodów w Glasgow (2014).
Medalista mistrzostw NCAA oraz mistrzostw Indii. Wielokrotny rekordzista kraju.
Okazjonalnie startuje także w pchnięciu kulą – w tej konkurencji był ósmy na mistrzostwach świata juniorów (2002), a 2006 był siódmy na igrzyskach azjatyckich i piąty na igrzyskach Wspólnoty Narodów.
Rekord życiowy: 66,28 (12 kwietnia 2012, Norman) – rekord Indii. Miotacz jest także halowym rekordzistą Indii w pchnięciu kulą (19,60 w 2005).
W roku 2011 został laureatem nagrody Arjuna Award.

## Osiągnięcia
| Rok  | Impreza                     | Miejsce        | Lokata            | Wynik |
| ---- | --------------------------- | -------------- | ----------------- | ----- |
| 2002 | Mistrzostwa świata juniorów | Kingston       | 12. miejsce       | 54,46 |
| 2004 | Igrzyska olimpijskie        | Ateny          | el. – 14. miejsce | 61,39 |
| 2005 | Mistrzostwa Azji            | Incheon        | 2. miejsce        | 62,84 |
| 2006 | Igrzyska Wspólnoty Narodów  | Melbourne      | 6. miejsce        | 60,08 |
| 2006 | Igrzyska azjatyckie         | Doha           | 6. miejsce        | 58,28 |
| 2007 | Mistrzostwa Azji            | Amman          | 4. miejsce        | 60,91 |
| 2007 | Mistrzostwa świata          | Osaka          | el. – 17. miejsce | 61,22 |
| 2008 | Igrzyska olimpijskie        | Pekin          | el. – 22. miejsce | 60,69 |
| 2010 | Igrzyska Wspólnoty Narodów  | Nowe Delhi     | 2. miejsce        | 63,69 |
| 2010 | Igrzyska azjatyckie         | Kanton         | 4. miejsce        | 63,13 |
| 2011 | Mistrzostwa Azji            | Kobe           | 2. miejsce        | 61,58 |
| 2011 | Mistrzostwa świata          | Daegu          | 7. miejsce        | 64,05 |
| 2012 | Igrzyska olimpijskie        | Londyn         | 8. miejsce        | 64,79 |
| 2013 | Mistrzostwa Azji            | Pune           | 1. miejsce        | 64,90 |
| 2013 | Mistrzostwa świata          | Moskwa         | 7. miejsce        | 64,03 |
| 2014 | Igrzyska Wspólnoty Narodów  | Glasgow        | 1. miejsce        | 63,64 |
| 2014 | Igrzyska azjatyckie         | Inczon         | 2. miejsce        | 62,58 |
| 2015 | Mistrzostwa Azji            | Wuhan          | 1. miejsce        | 62,03 |
| 2015 | Mistrzostwa świata          | Pekin          | 9. miejsce        | 62,24 |
| 2016 | Igrzyska olimpijskie        | Rio de Janeiro | el. – 28. miejsce | 58,99 |
| 2017 | Mistrzostwa Azji            | Bhubaneswar    | 3. miejsce        | 60,81 |